# Бернс, Идсон
Идсон Луис Миллард (Томми) Бернс (англ. Eedson Louis Millard (Tommy) Burns; 17 июня 1897, Уэстмаунт, Квебек — 13 сентября 1985, Манотик, Онтарио) — канадский военачальник и дипломат, участник Первой и Второй мировых войн, генерал-лейтенант. Военную карьеру преимущественно провёл на штабных должностях, однако в ходе Итальянской кампании в 1943—1944 годах командовал 1-м канадским корпусом в ходе ряда сражений. Продолжил гражданскую карьеру как сотрудник министерства по делам ветеранов и министерства внешних сношений и главный советник правительства Канады по разоружению. В 1956—1959 годах возглавлял миротворческие Чрезвычайные вооружённые силы ООН на Синайском полуострове.

## Биография

### Ранняя военная карьера
Военную карьеру начал со вступления в возрасте 16 лет в Канадскую милицию (17-й гусарский полк в Монреале). Через год, 31 августа 1914 года, поступил на двухлетние курсы в Королевский военный колледж Канады. В период учёбы демонстрировал высокие способности к артиллерийскому делу, тактике, математике, военной истории, составлению кроки и военной администрации. Не окончив двухлетнего обучения, уже в июне 1915 года, в день своего 18-летия, получил специальный военный аттестат и был направлен в младшем офицерском звании корпуса Королевских канадских инженеров для прохождения службы в Канадские экспедиционные силы во Франции.
Во Франции был приписан как офицер войск связи ко 2-й канадской дивизии, а затем к 11-й бригаде 4-й канадской дивизии, с которой участвовал в боях на Западном фронте. Хотя в основном Бернс выполнял штабную работу и не участвовал в окопной войне или во фронтальных атаках на вражеские пулемёты, его обязанности предусматривали также обеспечение проводной связи на линии фронта. В ходе боёв он был дважды ранен и награждён Военным крестом за отвагу, когда лично прокладывал и чинил телефонный кабель под вражеским огнём в ходе битвы на Сомме. В то же время он успел получить обширный опыт штабной работы, в том числе как офицер-стажёр при штабе 9-й бригады 3-й канадской дивизии, где имел возможность учиться у лучших офицеров Канадских экспедиционных сил. Способности и трудолюбие молодого офицера обеспечили ему высокие оценки со стороны командиров, и он окончил войну самым молодым в канадской армии штабс-капитаном.

### В перерыве между мировыми войнами
С 1920 года — в регулярных вооружённых силах. Продолжил военное образование в Королевской школе военных инженеров в Чатеме (Англия) (1920—1921), Штабном колледже британской армии в Кветте (Индия, 1928—1929) и Имперском колледже обороны (1938—1939). Бернс пользовался хорошей репутацией и покровительством вышестоящих офицеров (в том числе Харри Крирара), ценивших его аналитические способности, что позволяло ему быстро продвигаться по службе. После 7 лет в звании капитана он был в 1927 году произведён в майоры, а в 1935 году получил временное звание подполковника (постоянное звание с 1939 года).
В 1931—1936 году служил в Географическом департаменте при Штаб-квартире Министерства национальной обороны, где внедрял наиболее прогрессивные методы картографирования с использованием аэрофотосъемки, а также унифицировал и развил систему картографических обозначений. Система Бернса была в дальнейшем принята в Вооружённых силах Великобритании как Модифицированная британская координатная сетка (англ. Modified British Grid System).
В межвоенный период также преподавал в Королевском военном колледже и активно публиковался в Canadian Defence Quarterly и международном издании American Mercury. В своих статьях проявлял себя как сторонник идей Дж. Фуллера, апологета танковой войны, и противник дальнейшего использования кавалерии в военных действиях. В целом опыт окопной войны сформировал у Бернса идеи о том, что мобильность и скорость передвижения в современной войне важнее элемента неожиданности и решительности действий.

### Первые годы Второй мировой войны
Начало Второй мировой войны встретил как студент Имперского колледжа обороны в Англии. Был приписан к Верховному комиссариату Канады в Великобритании, где занимался подготовкой к прибытию канадского военного контингента. В 1940 году вернулся в Канаду и в звании полковника стал помощником Харри Крирара, нового начальника Генерального штаба армии. В 1941 году в звании бригадира стал начальником штаба Эндрю Макнотона, командующего Канадским корпусом в Великобритании. Карьерный взлёт, однако, был приостановлен в мае 1941 года, когда почтовая цензура обнаружила в письмах Бернса к его любовнице в Монреале критические отзывы о британском военном командовании и отношении к войне со стороны канадских политиков. Он был снова понижен в звании до полковника и возвращён в Канаду, где с трудом избежал военного суда.
Несмотря на это, продолжил военную карьеру. Занимался вопросами создания и вооружения бронетанковых сил Канады, а также разработки тактических и оперативных схем с использованием танков. Открыто критиковал отсутствие единого образца использования танков британскими силами, потерпевшими неудачу в этом отношении при первых боестолкновениях с вермахтом в континентальной Европе. Он был также обеспокоен отсутствием у канадского командования понимания роли танковых подразделений в современной войне. Бернс получил возможность испытать на практике разработанную им доктрину, когда был назначен командующим 4-й бронетанковой бригадой, расквартированной под Труро (Новая Шотландия). Располагая небольшим количеством новых танков «Рэм», он отрабатывал с ними схемы, при которых небольшие группы танков (до батальона численностью в 18 машин) выступают как независимые боевые единицы, координируемые командным центром на уровне бригады или дивизии.
Когда 1-я канадская дивизия, в состав которой входила 1-я бронетанковая бригада, была направлена в 1943 году на Сицилию, Бернса не отправили вместе с ней, а назначили с повышением командующим 2-й канадской дивизией, восстанавливавшейся после неудачного рейда в Дьеппе. 1 мая 1943 года ему было присвоено звание генерал-майора. Новый командир развернул программу глубокой подготовки пополнения 2-й дивизии, настаивая на том, чтобы новые солдаты получили полноценное обучение до возвращения дивизии в бой. На следующий год дивизия принимала участие в операции «Оверлорд», но к этому моменту ею уже командовал генерал-майор Чарльз Фоулкс. Хотя смена командира произошла в ходе принятой в канадской армии ежегодной ротации командующих дивизиями, Бернс тяжело воспринял тот факт, что соединение было брошено в бой не под командованием офицера, который её к этому событию готовил.

### Боевые действия в Италии

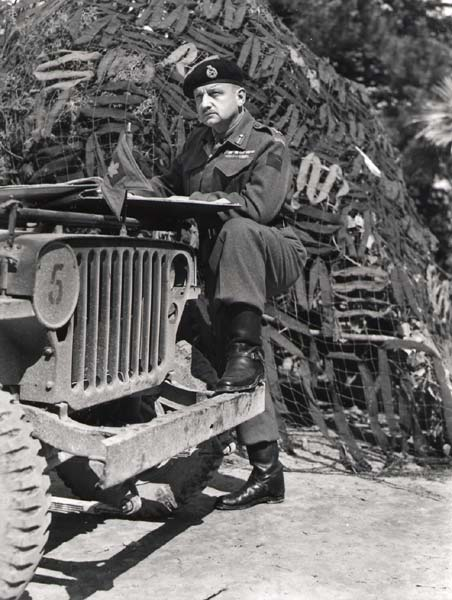
Бернс в Ларино (Италия), март 1944 года

23 января 1944 года Бернс получил назначение в действующую армию. Имея богатый штабной опыт, но не опыт командования военными формированиями от батальона и выше, он был тем не менее назначен новым командующим 5-й канадской бронетанковой дивизией, незадолго до этого прибывшей в Италию. Всего через 6 недель после этого, так и не успев поучаствовать в реальных боях, Бернс был повышен в должности, возглавив уже 1-й канадский корпус. Этому способствовала вера в его таланты со стороны Крирара и Макнотона. Вышестоящие офицеры заслуженно высоко оценивали интеллектуальные способности Бернса, но не учитывали отсутствие у него лидерских качеств и умения налаживать контакт с людьми. Бернс был мелочно педантичен, пытался держать под контролем любые мелочи в планировании боевых действий и требовал неукоснительной субординации и соблюдения протокольных формальностей. В итоге у него сложились напряжённые отношения с солдатами, за вечную холодность и хмурый вид давшими ему ироничное прозвище «Улыбчивое солнышко» (англ. Smiling Sunray), с дивизионными командирами Воуксом и Хоффмейстером, служившими под его началом, и с непосредственным начальством — британским генералом Оливером Лизом.
Первый опыт в качестве командующего корпусом Бернс получил при штурме «Линии Гитлера» в долине Лири, известном как операция «Диадема». Его войска (в частности, 5-я дивизия, которой теперь командовал Берт Хоффмейстер) попали под сильный огонь с немецкой стороны, что привело к затору в продвижении танков. В итоге, хотя возложенная на канадцев задача была выполнена, это было сделано слишком медленно и помешало достижению полной победы союзниками. Первые действия Бернса в столкновении с вермахтом удостоились похвал, но в дальнейшем Лиз возложил на него и штаб 1-го канадского корпуса вину за общую неудачу. Он доложил Харольду Александеру, командующему группой войск в Италии, что Бернс и его штаб не соответствуют требованиям, принятым в британской армии. В ответ Крирар отрядил в Италию генерал-майора Кеннета Стюарта, начальника штаба Канадского военного командования в Лондоне, для проведения расследования. Стюарт после бесед с Лизом, Александером и дивизионными командирами 1-го корпуса не выявил принципиальных проблем в действиях Бернса; и Хоффмейстер, и Воукс выразили готовность продолжать службу под его командованием. В итоге тот, несмотря на требования Лиза о его замене, остался во главе корпуса, получив возможность реабилитировать себя в дальнейших боевых действиях.
В начале наступления на Готскую линию в конце августа и сентябре 1944 года 1-й канадский корпус проявил себя наилучшим образом, прорвав оборону противника на Адриатическом краю обороны в сражении при Римини. Лиз на этот раз дал действиям Бернса высокую оценку, и Александер представил канадского генерала к ордену «За выдающиеся заслуги». Однако когда продвижение союзников остановила осенняя распутица, личные качества Бернса снова привели к обострению отношений с его дивизионными командирами, причём Хоффмейстер дошёл до прямого неповиновения в надежде, что это приведёт к смещению с должности либо его самого, либо Бернса. Конфликт распространился и на сменившего Лиза в качестве командующего 8-й армией Ричарда Маккрири. Сам Бернс полагал, что лучше справляется со своими обязанностями и поставленными задачами, чем командиры других корпусов, и был удивлён недоверием командования. В итоге он был отстранён от должности 10 ноября 1944 года. Он также снова был понижен в звании до генерал-майора и отправлен в тыл, где получил назначение в штаб 21-й группы армий как глава канадской секции.

### Послевоенная карьера

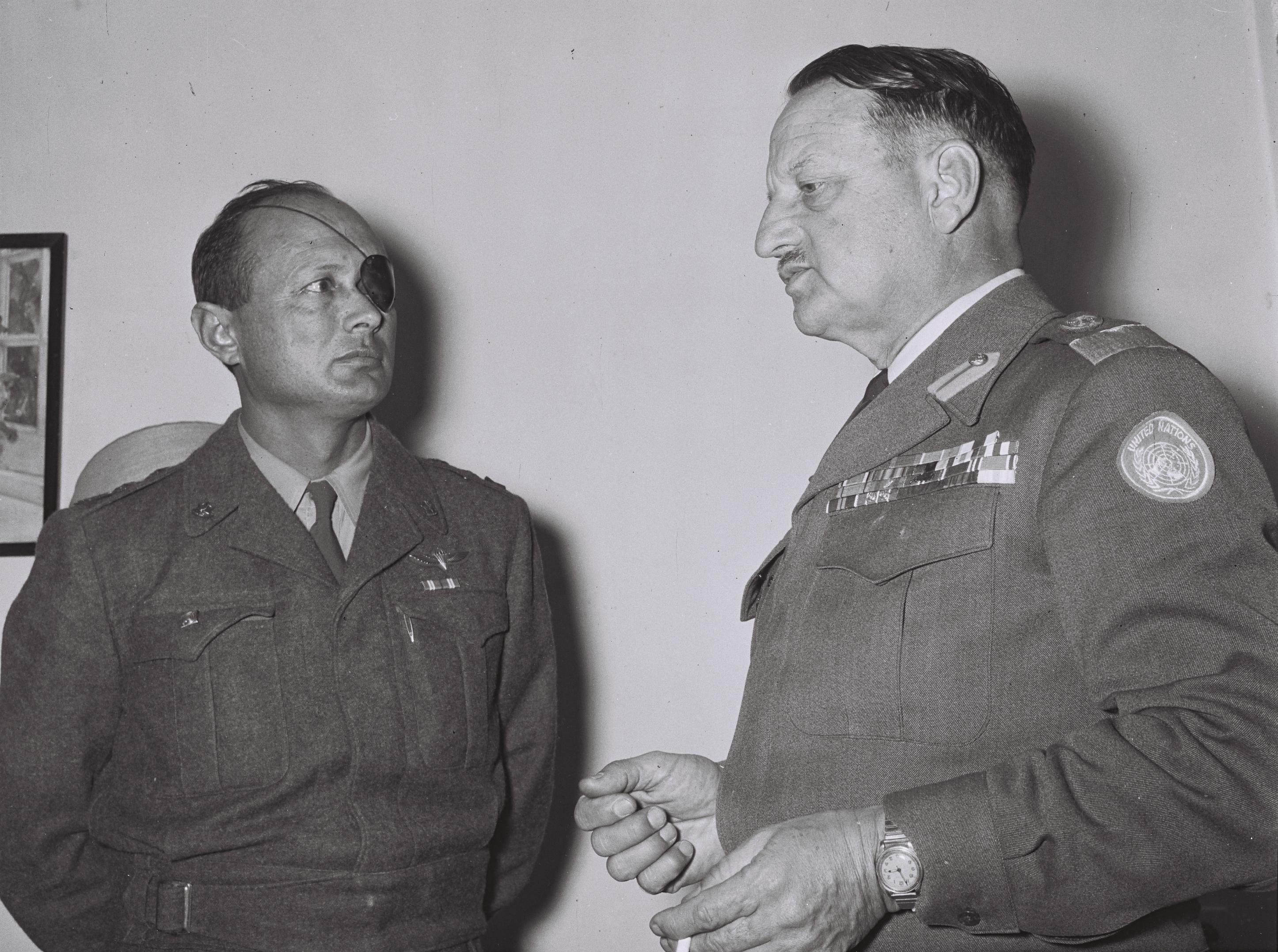
Моше Даян и Бернс, 1957 год

Выйдя в отставку в 1947 году, Бернс продолжил карьеру как гражданский служащий в министерстве по делам ветеранов. В 1950—1954 годах он занимал пост заместителя министра. После этого, перейдя в штат министерства внешних сношений, он был направлен в распоряжение ООН. В 1954 году возглавил Орган Организации Объединенных Наций по наблюдению за выполнением условий перемирия (UNTSO) на Ближнем Востоке. После того как в 1956 году начался Суэцкий кризис и были сформированы миротворческие Чрезвычайные вооружённые силы ООН, размещённые на линии прекращения огня на Синайском полуострове, Бернс стал их первым командиром и оставался на этом посту до 1959 года. Этот этап службы позволил ему снова получить звание генерал-лейтенанта.
С 1960 по 1969 год занимал должность главного советника правительства Канады по разоружению и в ранге, соответствующем посольскому, представлял Канаду на международных переговорах по разоружению. В 1967 году произведён в компаньоны ордена Канады. С 1972 по 1975 год — профессор стратегических исследований в Карлтонском университете. В 1950—1970-е годы опубликовал ряд теоретических трудов и мемуаров:
- Manpower and the Canadian Army, 1939—1945 (1956)
- Between Arab and Israeli (1962)
- Megamurder (1966)
- General Mud: Memoirs of Two World Wars (1970)
- A Seat at the Peace Table: The Struggle for Disarmament (1972).

Скончался в сентябре 1985 года в Манотике (Онтарио).